# Meijin 2013
Il Meijin 2013 è stata la 38ª edizione del torneo goistico giapponese Meijin.

## Qualificazioni
|  | Quarti di finale | Quarti di finale | Quarti di finale |            |                | Semifinali     | Semifinali | Semifinali |  |  | Finale | Finale | Finale |  |
|  |                  |                  |                  |            |                |                |            |            |  |  |        |        |        |  |
|  | Hideyuki Sakai   | Hideyuki Sakai   | 1                |            |                |                |            |            |  |  |        |        |        |  |
|  | Hideyuki Sakai   | Hideyuki Sakai   | 1                |            |                |                |            |            |  |  |        |        |        |  |
|  | So Yokoku        | So Yokoku        | 0                |            |                |                |            |            |  |  |        |        |        |  |
|  | So Yokoku        | So Yokoku        | 0                |            | Hideyuki Sakai | Hideyuki Sakai | 1          |            |  |  |        |        |        |  |
|  |                  |                  |                  |            | Hideyuki Sakai | Hideyuki Sakai | 1          |            |  |  |        |        |        |  |
|  |                  |                  | Yu Zhengqi       | Yu Zhengqi | 0              |                |            |            |  |  |        |        |        |  |
|  | Yu Zhengqi       | Yu Zhengqi       | Yu Zhengqi       | Yu Zhengqi | 0              | 1              |            |            |  |  |        |        |        |  |
|  | Yu Zhengqi       | Yu Zhengqi       |                  |            |                |                |            |            |  |  |        |        |        |  |
|  | Hon Seisen       | Hon Seisen       | 0                |            |                |                |            |            |  |  |        |        |        |  |
|  | Hon Seisen       | Hon Seisen       | 0                |            | Hideyuki Sakai | Hideyuki Sakai | 1          |            |  |  |        |        |        |  |
|  |                  |                  |                  |            |                |                |            |            |  |  |        |        |        |  |
|  |                  |                  | Kim Sujun        | Kim Sujun  | 0              |                |            |            |  |  |        |        |        |  |
|  | Ryu Shikun       | Ryu Shikun       | Kim Sujun        | Kim Sujun  | 0              | 1              |            |            |  |  |        |        |        |  |
|  | Ryu Shikun       | Ryu Shikun       |                  |            |                |                |            |            |  |  |        |        |        |  |
|  | Shun Shuto       | Shun Shuto       | 0                |            |                |                |            |            |  |  |        |        |        |  |
|  | Shun Shuto       | Shun Shuto       | 0                |            | Ryu Shikun     | Ryu Shikun     | 0          |            |  |  |        |        |        |  |
|  |                  |                  |                  |            | Ryu Shikun     | Ryu Shikun     | 0          |            |  |  |        |        |        |  |
|  |                  |                  | Kim Sujun        | Kim Sujun  | 1              |                |            |            |  |  |        |        |        |  |
|  | Naoyuki Nakane   | Naoyuki Nakane   | Kim Sujun        | Kim Sujun  | 1              | 0              |            |            |  |  |        |        |        |  |
|  | Naoyuki Nakane   | Naoyuki Nakane   |                  |            |                |                |            |            |  |  |        |        |        |  |
|  | Kim Sujun        | Kim Sujun        | 1                |            |                |                |            |            |  |  |        |        |        |  |

|  | Quarti di finale | Quarti di finale | Quarti di finale |                 |                 | Semifinali      | Semifinali | Semifinali |  |  | Finale | Finale | Finale |  |
|  |                  |                  |                  |                 |                 |                 |            |            |  |  |        |        |        |  |
|  | Tatsuya Shida    | Tatsuya Shida    | 0                |                 |                 |                 |            |            |  |  |        |        |        |  |
|  | Tatsuya Shida    | Tatsuya Shida    | 0                |                 |                 |                 |            |            |  |  |        |        |        |  |
|  | Cho Riyu         | Cho Riyu         | 1                |                 |                 |                 |            |            |  |  |        |        |        |  |
|  | Cho Riyu         | Cho Riyu         | 1                |                 | Cho Riyu        | Cho Riyu        | 0          |            |  |  |        |        |        |  |
|  |                  |                  |                  |                 | Cho Riyu        | Cho Riyu        | 0          |            |  |  |        |        |        |  |
|  |                  |                  | Yasuhiro Nakano  | Yasuhiro Nakano | 1               |                 |            |            |  |  |        |        |        |  |
|  | Norimoto Yoda    | Norimoto Yoda    | Yasuhiro Nakano  | Yasuhiro Nakano | 1               | 0               |            |            |  |  |        |        |        |  |
|  | Norimoto Yoda    | Norimoto Yoda    |                  |                 |                 |                 |            |            |  |  |        |        |        |  |
|  | Yasuhiro Nakano  | Yasuhiro Nakano  | 1                |                 |                 |                 |            |            |  |  |        |        |        |  |
|  | Yasuhiro Nakano  | Yasuhiro Nakano  | 1                |                 | Yasuhiro Nakano | Yasuhiro Nakano | 0          |            |  |  |        |        |        |  |
|  |                  |                  |                  |                 |                 |                 |            |            |  |  |        |        |        |  |
|  |                  |                  | Satoshi Yuki     | Satoshi Yuki    | 1               |                 |            |            |  |  |        |        |        |  |
|  | Hirofumi Ohashi  | Hirofumi Ohashi  | Satoshi Yuki     | Satoshi Yuki    | 1               | 0               |            |            |  |  |        |        |        |  |
|  | Hirofumi Ohashi  | Hirofumi Ohashi  |                  |                 |                 |                 |            |            |  |  |        |        |        |  |
|  | Zenki Han        | Zenki Han        | 1                |                 |                 |                 |            |            |  |  |        |        |        |  |
|  | Zenki Han        | Zenki Han        | 1                |                 | Zenki Han       | Zenki Han       | 0          |            |  |  |        |        |        |  |
|  |                  |                  |                  |                 | Zenki Han       | Zenki Han       | 0          |            |  |  |        |        |        |  |
|  |                  |                  | Satoshi Yuki     | Satoshi Yuki    | 1               |                 |            |            |  |  |        |        |        |  |
|  | Masaki Ogata     | Masaki Ogata     | Satoshi Yuki     | Satoshi Yuki    | 1               | 0               |            |            |  |  |        |        |        |  |
|  | Masaki Ogata     | Masaki Ogata     |                  |                 |                 |                 |            |            |  |  |        |        |        |  |
|  | Satoshi Yuki     | Satoshi Yuki     | 1                |                 |                 |                 |            |            |  |  |        |        |        |  |

|  | Quarti di finale | Quarti di finale | Quarti di finale |                  |                  | Semifinali       | Semifinali | Semifinali |  |  | Finale | Finale | Finale |  |
|  |                  |                  |                  |                  |                  |                  |            |            |  |  |        |        |        |  |
|  | Ri Ishu          | Ri Ishu          | 1                |                  |                  |                  |            |            |  |  |        |        |        |  |
|  | Ri Ishu          | Ri Ishu          | 1                |                  |                  |                  |            |            |  |  |        |        |        |  |
|  | Koichi Oya       | Koichi Oya       | 0                |                  |                  |                  |            |            |  |  |        |        |        |  |
|  | Koichi Oya       | Koichi Oya       | 0                |                  | Ri Ishu          | Ri Ishu          | 0          |            |  |  |        |        |        |  |
|  |                  |                  |                  |                  | Ri Ishu          | Ri Ishu          | 0          |            |  |  |        |        |        |  |
|  |                  |                  | Hideki Komatsu   | Hideki Komatsu   | 1                |                  |            |            |  |  |        |        |        |  |
|  | Tetsuya Kiyonari | Tetsuya Kiyonari | Hideki Komatsu   | Hideki Komatsu   | 1                | 0                |            |            |  |  |        |        |        |  |
|  | Tetsuya Kiyonari | Tetsuya Kiyonari |                  |                  |                  |                  |            |            |  |  |        |        |        |  |
|  | Hideki Komatsu   | Hideki Komatsu   | 1                |                  |                  |                  |            |            |  |  |        |        |        |  |
|  | Hideki Komatsu   | Hideki Komatsu   | 1                |                  | Hideki Komatsu   | Hideki Komatsu   | 0          |            |  |  |        |        |        |  |
|  |                  |                  |                  |                  |                  |                  |            |            |  |  |        |        |        |  |
|  |                  |                  | Daisuke Murakawa | Daisuke Murakawa | 1                |                  |            |            |  |  |        |        |        |  |
|  | Daisuke Murakawa | Daisuke Murakawa | Daisuke Murakawa | Daisuke Murakawa | 1                | 1                |            |            |  |  |        |        |        |  |
|  | Daisuke Murakawa | Daisuke Murakawa |                  |                  |                  |                  |            |            |  |  |        |        |        |  |
|  | Cho Chikun       | Cho Chikun       | 0                |                  |                  |                  |            |            |  |  |        |        |        |  |
|  | Cho Chikun       | Cho Chikun       | 0                |                  | Daisuke Murakawa | Daisuke Murakawa | 1          |            |  |  |        |        |        |  |
|  |                  |                  |                  |                  | Daisuke Murakawa | Daisuke Murakawa | 1          |            |  |  |        |        |        |  |
|  |                  |                  | Shuhei Uchida    | Shuhei Uchida    | 0                |                  |            |            |  |  |        |        |        |  |
|  | Iso Ko           | Iso Ko           | Shuhei Uchida    | Shuhei Uchida    | 0                | 0                |            |            |  |  |        |        |        |  |
|  | Iso Ko           | Iso Ko           |                  |                  |                  |                  |            |            |  |  |        |        |        |  |
|  | Shuhei Uchida    | Shuhei Uchida    | 1                |                  |                  |                  |            |            |  |  |        |        |        |  |

## Torneo
- W indica vittoria col bianco
- B indica vittoria col nero
- X indica la sconfitta
- +R indica che la partita si è conclusa per abbandono
- +N indica lo scarto dei punti a fine partita
- +F indica la vittoria per forfeit
- +? indica una vittoria con scarto sconosciuto
- V indica una vittoria in cui non si conosce scarto e colore del giocatore

| Giocatore          | N.H.  | Y.I.  | R.K. | S.T. | C.U.  | T.M.   | S.Y.   | H.S.  | D.M.  | Risultato | Note                    |
| ------------------ | ----- | ----- | ---- | ---- | ----- | ------ | ------ | ----- | ----- | --------- | ----------------------- |
| Naoki Hane         | –     | X     | B+R  | W+R  | X     | W+3,5  | B+R    | W+6,5 | X     | 5-3       |                         |
| Yūta Iyama         | B+R   | –     | W+R  | X    | X     | B+10,5 | W+10,5 | B+R   | W+R   | 6-2       | Qualificato alla finale |
| Rin Kono           | X     | X     | –    | W+R  | B+R   | W+R    | B+R    | W+R   | B+1,5 | 6-2       |                         |
| Shinji Takao       | X     | W+3,5 | X    | –    | W+2,5 | B+R    | X      | B+R   | W+R   | 5-3       |                         |
| Cho U              | W+3,5 | B+R   | X    | X    | –     | W+R    | B+R    | W+2,5 | B+R   | 6-2       |                         |
| Tomochika Mizokami | X     | X     | X    | X    | X     | –      | X      | B+4,5 | X     | 1-7       | Retrocesso              |
| Satoshi Yuki       | X     | X     | X    | B+R  | X     | B+0,5  | –      | X     | X     | 2-6       | Retrocesso              |
| Hideyuki Sakai     | X     | X     | X    | X    | X     | X      | B+R    | –     | X     | 1-7       | Retrocesso              |
| Daisuke Murakawa   | W+R   | X     | X    | X    | X     | B+R    | W+R    | B+5,5 | –     | 4-4       |                         |

Yuta Iyama, Rin Kono e Cho U hanno totalizzato entrambi 6 vittorie. In questa edizione in caso di parità di punti era stato previsto un playoff che fu disputato dai primi due e vinto da Yuta Iyama (B+R).

## Finale
La finale è stata una sfida al meglio delle sette partite. 